# Joseph von Scheda

Joseph von Scheda

Joseph Scheda, ab 1864 Ritter von Scheda, (* 21. September 1815 in Padua; † 23. Juli 1888 in Mauer bei Wien) war ein österreichischer Generalmajor, Geograf und Kartograf. Er leitete die kartografischen Arbeiten des k.u.k. Militärgeographischen Instituts in Wien.

## Leben
Joseph Scheda wurde als Sohn des Feldstabsarztes Zacharias Scheda aus Fulda (1763–1827) und seiner Gattin Johanna Pennecke (Pencke, 1799–nach 1838) geboren. Der Name Scheda leitet sich ab aus lat. scheda, scida, einem Wort mit griechischem Ursprung, das mit „Abgespaltenes“ ein kleines Stück (Schreibstoff) bezeichnet oder einen der Streifen, aus denen ein Papyrusblatt bestand (später das ganze Blatt selbst).
Er besuchte 1829 bis 1832 das k. k. Militärerziehungsinstitut (Kadettenkompanie) in Graz. Am 1. Mai 1832 wurde er als Kadett ausgemustert und leistete danach Militärdienst im Bukowinischen Infanterie-Regiment Nr. 41 (damals: Freiherr von Watlet) in Czernowitz, wo er im selben Jahr zum Fähnrich befördert wurde. 1835 wurde er wegen seiner Fähigkeiten im Kartenzeichnen dem Generalquartiermeisterstab zugeteilt und arbeitete in der Militärzeichnungskanzlei. 1836 wurde Joseph Scheda Unterleutnant.
Am 1. Oktober 1842 wurde ihm als Leutnant im Militärgeographischen Institut (MGI) die Leitung der Lithographischen Abteilung übertragen, von 1854 bis 1857 auch provisorisch die Kupferstichabteilung. Am 20. Juli 1851 wurde er Hauptmann, mit 27. März 1857 Major und am 11. Februar 1860 Oberstleutnant. Bei der Auflösung des Militäringenieur-Geographencorps (auch „Genieoffiziere“ genannt) wurde er dem Ungarischen Infanterie-Regiment Nr. 61 zugeteilt (zur „Rangsevidenz“) und im Jänner 1868 zum Oberst ernannt. 1869 wurde er Leiter der 1. Gruppe im MGI, damit leitete er mit den Abteilungen für Topographie, Lithographie und Kupferstich alle kartographischen Arbeiten des Institutes. 1876 trat er in den Ruhestand und wurde ehrenhalber zum Generalmajor ernannt.

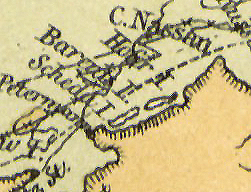
Die Scheda-Insel im Nordwesten von Nowaja Semlja

Mit Diplom vom 10. Juli 1864 wurde Joseph Scheda in den Ritterstand erhoben.
Eine der Barentsinseln südwestlich des Kap Nassau vor Nowaja Semlja wurde im Rahmen der österreichischen Polarexpedition 1872 nach Joseph Scheda benannt.
Er erhielt Auszeichnungen aus den Niederlanden, Hannover, Hessen, Preußen, Sachsen, Spanien, der Toskana, Belgien, Italien, Rumänien, Russland und dem Osmanischen Reich. Joseph Scheda trug den Orden der Eisernen Krone III. Klasse, das Komturkreuz mit Stern des Franz-Joseph-Ordens und war Mitglied geographischer Gesellschaften in Darmstadt, Berlin, Wien und London. Er war Korrespondent der Geologischen Reichsanstalt in Wien.
Joseph Scheda hatte mit seiner Gattin Hypolite (1825–1884) vier Söhne und fünf Töchter. Die Familie wohnte in der „Villa Scheda“ in der Grinzinger Straße Nr. 18 in Wien-Döbling (später Billrothstraße Nr. 73, „Villa Boesch“ genannt, 1965 abgebrochen). Sein Sohn Arthur war Obergeometer der Staats-Eisenbahn-Gesellschaft, sein Sohn Hugo Lithograf, Sohn Otto Geiger. Die Tochter Adrienne heiratete den österreichischen Feldzeugmeister Anton von Scudier. Sein Bruder Emil (1821–1899) war Polizeipräsident von Prag.
Der Nachlass von Joseph Scheda befindet sich im Österreichischen Staatsarchiv.

## Leistungen
Joseph Scheda trug wesentlich dazu bei, dass das Militärgeographische Institut Weltruf erlangte.
Er führte neue topographische Behelfe und neue Zeichenschlüssel ein. Er beeinflusste den Landkartendruck in Österreich durch die Verwendung von Kupferstich und Lithographie, unter seiner Leitung wurde erstmals der lithographische Linienfarbdruck in der Kartographie angewendet. Seine Tätigkeit war grundlegend für die Entwicklung der Landkarten im 19. Jahrhundert, insbesondere für die franzisco-josephinische Landesaufnahme.
1846 war am MGI die Galvanoplastik eingeführt worden: Mit dieser Technik wurde von neu gestochenen Kupferstichplatten zunächst ein Abzug erzeugt, von diesem Abzug konnten auch mehrfach Druckplatten erstellt werden. Diese Vorgangsweise erleichterte die Produktion großer Auflagen von Kartenblättern in gleichbleibender Qualität bereits vor Einführung des fotomechanischen Tiefdrucks im Jahr 1869. Seit 1876 wurden Steindruckschnellpressen eingesetzt, später Aluminiumdruckplatten. Die Fortschritte in der Drucktechnik und deren Nutzung unter der Leitung von Joseph Scheda sicherten den Kartenwerken Schedas weite Verbreitung. Die Landkarten aus dem MGI, die für die öffentliche Verbreitung freigegeben waren, wurden durch die Kunsthandlung Artaria in Wien vertrieben.
Unter seiner Leitung erschienen umfangreiche Kartenwerke zu den Gebieten Mitteleuropas und Südosteuropas.
Die Erfahrungen mit der Erstellung dieser Kartenwerke waren Grundlage für die franzisco-josephinische Landesaufnahme, die in den Jahren 1869 bis 1887 entstand. Die kurze Zeit von nur 18 Jahren für die Erstellung des umfangreichen Kartenwerkes war beispiellos, erregte internationales Aufsehen und trug dem Militärgeographischen Institut eine Reihe von Auszeichnungen ein.

## Werke
Die folgenden Werke entstanden unter der Leitung von Joseph Scheda, teilweise im MGI, teilweise im Rahmen privater Aktivitäten. Die Generalkarte von Central-Europa wurde wegen ihrer Qualität vom MGI angekauft und in anderem Maßstab herausgegeben.
- Spezialkarten von Mittelitalien und Lombardo-Venetien im Maßstab 1:86.400.
- Generalkarte von Europa. 25 lithographierte mehrfarbige Blätter im Maßstab 1:2.592.000, 1845–1847 (erste Karte im Linienfarbdruck, eine zweite veränderte Auflage dieses Werkes erschien 1859; Digitalisat).
- Geognostische Karte des österreichischen Kaiserstaates. Wien 1847.
- Schulwandkarte von Europa. Wien 1855.
- Leitfaden zum Gebrauche der Situations-Zeichnungs-Schule. Wien 1854.
- Generalkarte des österreichischen Kaiserstaates mit einem großen Theile der angränzenden Länder. 20 Kupferstich-Blätter im Maßstab 1:576.000, teilweise handkoloriert, 1856–1859, in zweiter Auflage als „General-Karte der österr.-ungar. Monarchie“, später erweitert zur
- Generalkarte von Central-Europa. 47 Blätter im vergrößerten Maßstab 1:300.000, bekannt als „Scheda-Karte“, 1873–1876.[11]
- mit Anton Steinhauser: Handatlas der neuesten Geographie. Wien 1868–1881.
- General-Karte der europ. Türkei und des Königreiches Griechenland. Mit 13 Blättern im Maßstab 1:864.000, 1869.
- Karte des österreichisch-ungarischen Reiches. Vier mehrfarbige lithographierte Blätter im Maßstab 1:1.000.000, 1874.